# Cmentarz żydowski w Jasienicy Rosielnej
Cmentarz żydowski w Jasienicy Rosielnej – kirkut społeczności żydowskiej zamieszkującej niegdyś Jasienicę Rosielną. Nie wiadomo dokładnie kiedy powstał, być może było to w XIX wieku. Został zniszczony przez Niemców podczas II wojny światowej. W nocy z 11 na 12 sierpnia 1942 Niemcy rozstrzelali na cmentarzu 624 Żydów z Jasienicy Rosielnej, Domaradza i Golcowej. Na zbiorowej mogile ofiar znajduje się tablica ku ich czci ustawiona w 1967.